# Osamu Umeyama
Osamu Umeyama (Saitama, 16 augustus 1973) is een voormalig Japans voetballer.

## Clubcarrière
Osamu Umeyama speelde tussen 1992 en 2006 voor NKK, Avispa Fukuoka, FC Tokyo, Verdy Kawasaki, Shonan Bellmare en Albirex Niigata.